# Brittany Bowe
Pour les articles homonymes, voir Bowe.
Brittany Bowe, née le 24 février 1988 à Ocala est une patineuse de vitesse américaine. Elle est spécialiste des courtes distances (de 500, 1 000 et 1 500 m). Elle est la championne du monde 2015 du sprint.

## Biographie
Avant de se lancer dans le patinage de vitesse en 2010, elle avait pratiqué le roller de vitesse à un niveau international ainsi que le basket-ball au niveau universitaire avec les Owls de Florida Atlantic. En 2013, après être montée sur ses premiers podiums en Coupe du monde, elle remporte sa première médaille mondiale avec le bronze sur le 1 000 m aux Championnats du monde simple distance. En fin d'année, elle bat le record du monde du 1 000 mètres en 1 minute 12 secondes et 58 centièmes à Salt Lake City, améliorant de dix centième l'ancien record détenu par Christine Nesbitt. Elle participe ensuite aux Jeux olympiques d'hiver de 2014, obtenant comme meilleur résultat individuel une huitième place au 1 000 m.

## Palmarès

### Jeux olympiques d'hiver
| Épreuve / Édition   | 500 mètres | 1 000 mètres                        | 1 500 mètres | 3 000 mètres | 5 000 mètres | Mass start | Poursuite par équipes               |
| JO 2014 Sotchi      | 13e        | 8e                                  | 14e          | —            | —            | —          | 6e                                  |
| JO 2018 Pyeongchang | —          | 4e                                  | 5e           | —            | —            | —          | Médaille de bronze, Jeux olympiques |
| JO 2022 Pékin       | 16e        | Médaille de bronze, Jeux olympiques | 10e          | —            | —            | —          | —                                   |

Légende :
- : première place, médaille d'or
- : deuxième place, médaille d'argent
- : troisième place, médaille de bronze

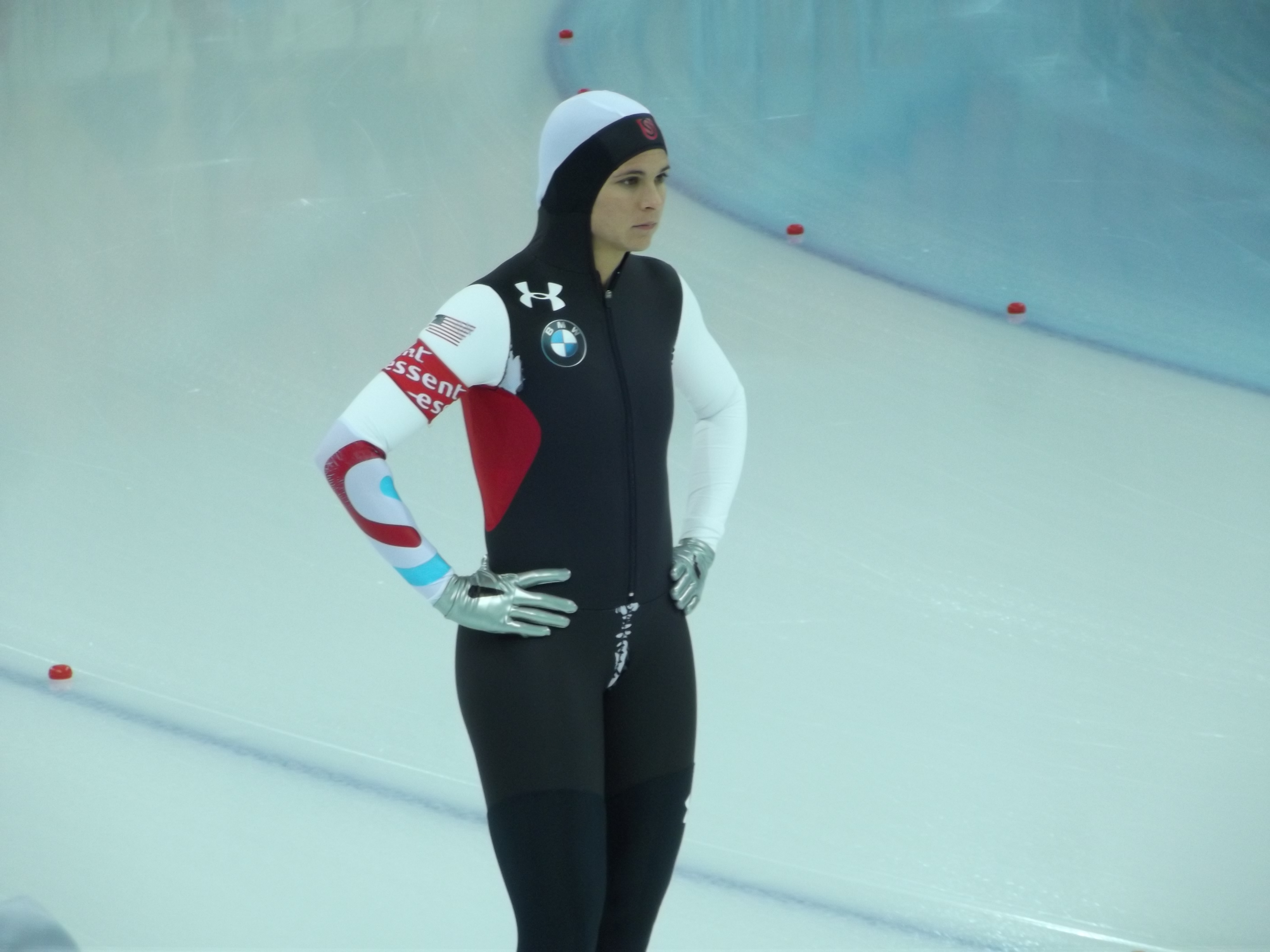
Brittany Bowe en 2013

- : pas d'épreuve
- — : Non disputée par le patineur
- DSQ : disqualifiée

### Championnats du monde simple distance
- Médaille de bronze du 1 000 m à Sotchi en 2013.

### Championnats du monde de sprint
- Médaille d'or en 2015 à Astana
- Médaille d'or en 2016 à Séoul
- Médaille d'argent en 2018 à Changchun
- Médaille de bronze en 2019 à Heerenveen

### Coupe du monde
- Deuxième du classement du 1 000 m en 2012-2013 et 2013-2014.
- 3 victoires.